# Gelsey Vilmos
Báró gelsei és beliscsei Gelsey Vilmos, nemzetközileg ismert nevén William de Gelsey (Bécs, 1921. december 17. – London, 2021. február 26.) magyar származású brit közgazdász, bankár.
Az UniCredit CAIB Securities elnöki tanácsadója, a Richter Gedeon Nyrt. gyógyszergyártó cég igazgatóságának elnöke.

## Családja és származása

Báró Gelsey Vilmosnak az 1904-ben adományozott címere a Nagy Szent Gergely Rendnek a parancsnoki fokozatnának rendjelével

A gelsei és beliscsei báró Gutmann család sarja, dr. Henrik de Gelsey (1890–†?), jogász, nagybirtokos, és Lieser Marguerite gyermeke. Édesanyja, osztrák volt. Apja családja az első világháború után vesztette el horvátországi birtokait. Apai dédapja gelsei Gutmann Henrik (1805–1890), a Nagykanizsai Takarékpénztár elnöke, a nagykanizsai Kereskedelmi és iparbank-részvénytársulat alapitója és elnöke, nagykanizsai nagypolgár, aki 1869. december 26-án nemességet és a gelsei nemesi előnevet I. Ferenc József magyar királytól kapta; apai dédanyja, gelsei Gutmann Henrikné Strasser Nanette (1819-1878) volt.
Apai nagyapja báró gelsei és beliscsei Gutmann Vilmos (1847–1921), nagykanizsai lakos, 1882. február 25-én királyi tanácsosi címet szerzett, majd 1904. szeptember 16-án, bárói cím, valamint a beliscsei nemesi előnév adományozásában részesült az uralkodótól; a nagylelkű gelsei Gutmann Vilmos, 1895-ben a „gelsei Gutmann Vilmos ösztöndíjas alapítványt” hozta létre, amelyet nagykanizsai kegyestanítórendi főgymnasium egyik példás magaviseletű ernyedetlen szorgalmú tanulójának szánták. Gelsey Vilmos báró apai nagyanyja, a nemesi származású báró gelsei és beliscsei Gutmann Vilmosné megyeri Krausz Rozália (1854–1932) asszony volt. Anyai dédapja, megyeri Krausz Mayer (1809–1894), birtokos, szesz-élesztőgyáros 1882. szeptember 3-án szerzett nemességet és a megyeri nemesi előnevet az uralkodótól.
Gelsey Vilmos bárónak a nagynénje báró gelsei és beliscsei Gutmann Lilly Amália (1882–1954) asszony, akinek férje báró lomnicai Skerlecz Iván (1873–1951), Horvát-Szlavon-Dalmátország bánja volt. Gelsey Vilmos apai nagyapjának a leánytestvére Vidor Sámuelné gelsei Gutmann Hedvig (1842–1921), Nagykanizsa közélete meghatározó személyisége a 19. század végén és a 20. század elején. Elnöke volt a Kisdednevelő Egyesületnek, negyvenhárom éven át a Nagykanizsai Izraelita Jótékony Nőegyletnek, és társelnöke a honi ipart pártoló tulipán mozgalomnak, valamint a koronás arany érdemkereszt tulajdonosa volt.

## Pályája
A budapesti Királyi Egyetemi Katolikus Gimnáziumban tanult, majd apja nyomdokain haladva a cambridge-i Trinity College-ban szerzett természettudományi MA fokozatot. Ekkor még kémikus szeretett volna lenni.
Az Imperial Chemical Industries cégnél szerzett szakmai gyakorlatot, majd amikor értésére adták, hogy magyarként kevés az esélye a nemzetközi részleg vezetői posztjára, más irányba, a vezetési tanácsadás felé fordult. 1960-ban fordult a befektetési banki tevékenység felé. Előbb a Hill Samuel & Co ügyvezető igazgatója lett, később az Orion Royal Bank nevű jelentős nemzetközi konzorciális (NatWest/Chase/WestLB/Royal Bank of Canada/Credito Italiano/Mitsubishi Tr) befektetési bank ügyvezető igazgatója, majd elnökhelyettese. (Gelsey beceneve az Orion idejében Wandervogel, „világjáró” volt.
A kommunizmus időszakában mindössze kétszer járt Magyarországon. 1974-ben londoni bankját képviselte a Magyar Nemzeti Bank alapításának ötvenéves évfordulóján.
1988-ban költözött Bécsbe, ahol a mai UniCredit Bank (korábbi Creditanstalt) tanácsadója lett.
A Richter Gedeon privatizációjának tanácsadója a Creditanstalt magyarországi leánycége volt és a privatizációt követően, 1995-ben Gelseyt a Richter igazgatósági tagjának választották. Négy évvel később az igazgatóság elnöke lett ezt a posztot azóta is őrzi, jelenlegi mandátuma 2011-ig tartott.

## Közhasznú tevékenysége
Testvérével, Gelsey Sándorral (Alexander de Gelsey, 2006  együtt jelentős szerepet játszott abban, hogy a több, mint 300 éves Királyi Egyetemi Katolikus Gimnázium (amelynek a működését 1948-ban betiltották) visszakapja eredeti épületét. Az épületet hároméves pereskedéssel visszaszerezték a fővárosi önkormányzattól. A testvérek hozták létre az Egyetemi Katolikus Gimnázium Alapítványt, amely több, mint 100 millió forinttal járult hozzá az épület korszerűsítéséhez. Gelsey Vilmos személyesen biztosította az „EGT és Norvég Finanszírozási Mechanizmusok” című pályázat 15%-os önrészét (150 000 euró) és az előkészítő munkálatok költségeit.

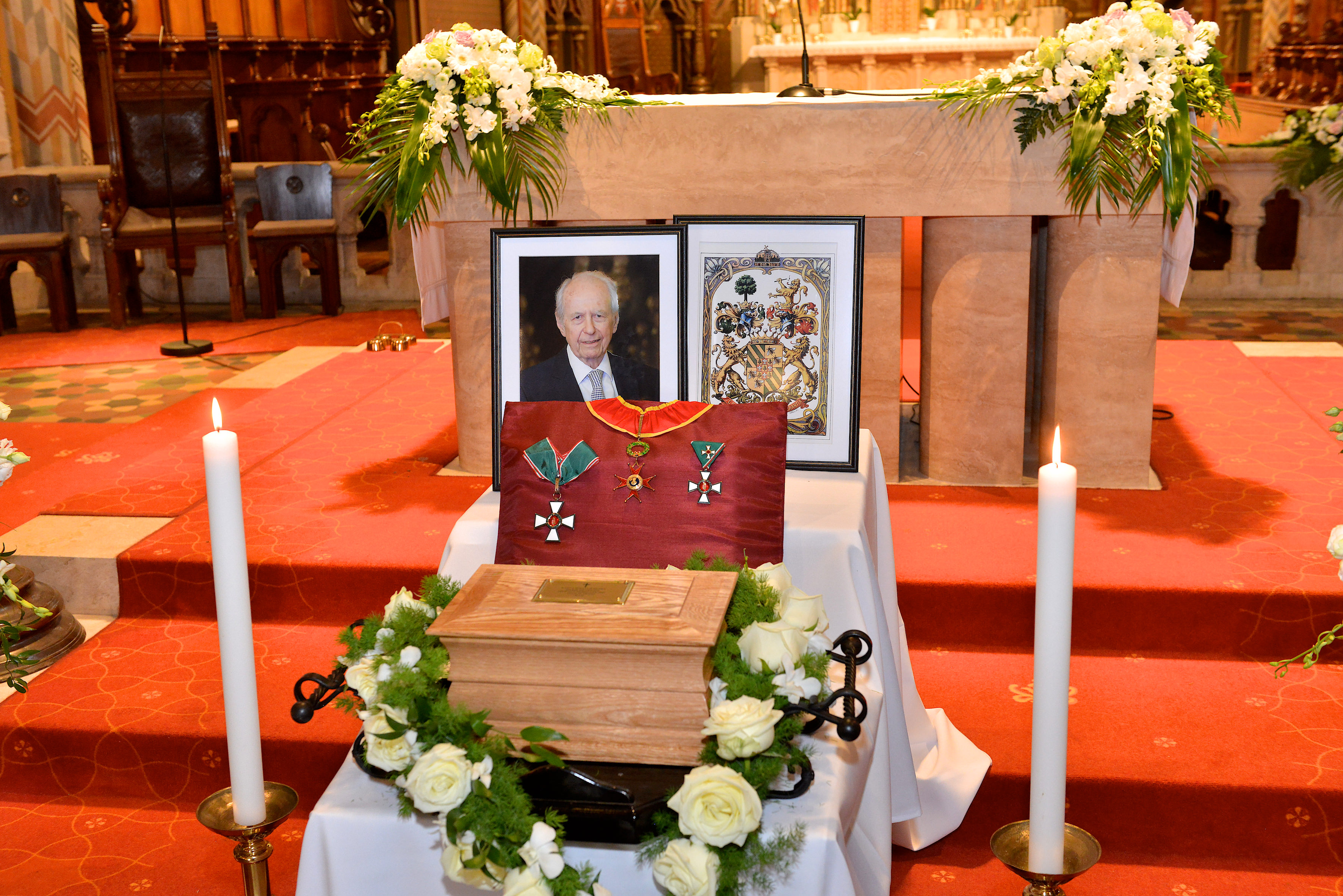
Mise a Mátyás templomban - családi címer és kitüntetések

## Kitüntetései és díjai
| Szalagsáv | Típus                                                 | Év   | Megjegyzések |
| --------- | ----------------------------------------------------- | ---- | --- |
|           | Magyar Köztársasági Érdemrend középkeresztje          | 2010 | Az Egyetemi Katolikus Gimnázium Alapítvány létrehozásáért, a magyar közoktatás színvonalának emelése érdekében végzett sokoldalú, támogató tevékenysége elismeréseként. |
| -         | Magyar Gazdaságért Díj                                | 2009 | [ 22 ] |
|           | A Nagy Szent Gergely Rend Parancsnoki Fokozata (KCSG) | 2005 | A magyar katolikus egyházért végzett munkájáért. |